# 이나즈미촌 (도야마현)
이나즈미촌(稲積村)은 도야마현 이미즈군·히미군에 있던 촌이다.

## 역사
- 1889년 4월 1일 - 정촌제 시행에 의해 이미즈군 이나즈미촌이 성립하였다.
- 1897년 4월 1일 - 군 개편에 의해 이미즈군에서 분립해 히미군이 성립하여 히미군에 소속되었다.
- 1940년 10월 1일 - 히미군 히미정에 편입되었다.

## 참고문헌
- 『市町村名変遷辞典』東京堂出版、1990年。